# Willem de Blasere
Willem de Blasere (vóór 1592-1653) was een schepen van Gent en een pionier in de tuinbouw.
Hij introduceerde het komkommerzaad in de Nederlanden, toen hij het in 1598 in Gent importeerde. 
In de tuin van zijn kasteel Hellebuys in Afsnee had hij een 75 meter lange serre, opgetrokken uit hout en glas. Met twee steenkoolkachels was het een van de eerste verwarmde kassen in de Nederlanden. De Blasere kweekte er sinaasappelbomen in kuipen. Zijn innovaties werden aangehaald bij specialisten als Frans van Sterbeeck en Giovanni Battista Ferrari.
In 1648 richtte hij met bisschop Antoon Triest de Confrerie van de heilige Dorothea op in de Sint-Michielskerk. Dit tuinbouwersgenootschap was gemodelleerd naar het Brusselse voorbeeld van zijn schoonbroer Jan Baptist Maes.

## Iconografie
Crispijn van de Passe de Jonge maakte in 1633 een medaillonportret van Willem de  Blasere.